# Candice Hillebrand
Candice Antoinette Hillebrand (también conocida como Candîce) (nacida el 19 de enero de 1977 en Johannesburgo, Sudáfrica) es una actriz y cantautora de origen sudafricano que también ha trabajado como presentadora y modelo. 
Es conocida por interpretar a Nina Williams en la película de acción real de 2009 de Tekken, basada en la popular serie de videojuegos, Tekken.

## Carrera
Candice Hillebrand pasó los primeros años de su vida en Johannesburgo. Su carrera en pantalla comenzó temprano en su vida cuando presentó el canal de televisión infantil sudafricano, KTV, a la edad de 6 años. Hillebrand apareció desde entonces en numerosos comerciales y ha actuado tanto en televisión como en cine. En 2002, firmó con Musketeer Records y lanzó su álbum debut, Chasing Your Tomorrows en 2003. También ha aparecido en la revista Maxim.
En 2007 participó en la serie American Heiress, en la que interpretó a Ashley Larson. En 2008, a Hillebrand se le ofreció el papel de Nina Williams, un personaje en la adaptación cinematográfica de la popular serie de videojuegos, Tekken.
Adicionalmente a su trabajo, Hillebrand es embajadora de la campaña Sole of Africa, que se ocupa principalmente del problema de las minas terrestres y de la devolución de la tierra a la gente en África.

## Discografía

### Álbumes
- Chasing Your Tomorrows - (2003)

### Solteros
- "Hello" - (2002)

## Filmografía
- 1988 Act of Piracy
- 1988 Accidents
- 1989 Tyger, Tyger Burning Bright
- 1998 The Adventures of Sinbad
- 1999 The Legend of the Hidden City
- 2000 Falling Rocks
- 2004 Othello: A South African Tale
- 2004 A Case of Murder
- 2005 Beauty and the Beast
- 2007 American Heiress (serie; 18 episodios)
- 2009 Tekken